# Tuna församling, Strängnäs stift
Tuna församling var en församling i Strängnäs stift och i Nyköpings kommun i Södermanlands län. Församlingen uppgick 2006 i Kiladalens församling.

## Administrativ historik
Församlingen har medeltida ursprung. År 1538 utbröts Tunabergs församling.
Församlingen var till 1962 moderförsamling i pastoratet Tuna och Bergshammar som även omfattade Tunabergs församling i perioden 1538 till slutet av 1580-talet samt mellan 1626 och 1 maj 1920. Från 1962 till 1 oktober 1976 var den annexförsamling i pastoratet Lunda, Tuna, Berghammar och Kila för att därefter till 2006 vara moderförsamling i pastoratet Tuna, Bergshammar, Lunda och Kila. Församlingen uppgick 2006 i Kiladalens församling.

## Kyrkor
- Tuna kyrka